# Kotla
Kotla är en ort i Indien.   Den ligger i distriktet Kangra och delstaten Himachal Pradesh, i den norra delen av landet, 400 km norr om huvudstaden New Delhi. Kotla ligger 608 meter över havet och antalet invånare är 5 000.
Terrängen runt Kotla är huvudsakligen kuperad, men västerut är den platt. Runt Kotla är det tätbefolkat, med 286 invånare per kvadratkilometer. Närmaste större samhälle är Yol, 18,0 km sydost om Kotla. I omgivningarna runt Kotla växer i huvudsak blandskog.